# Fritz le chat
Pour les articles homonymes, voir Fritz.
Fritz the Cat (en français, Fritz le chat) est un personnage de comics américain créé par Robert Crumb en 1959.
Figure marquante  des « comics underground », cette bande dessinée pour adulte fut adaptée au cinéma à deux reprises, notamment par Ralph Bakshi en 1972.

## Œuvre

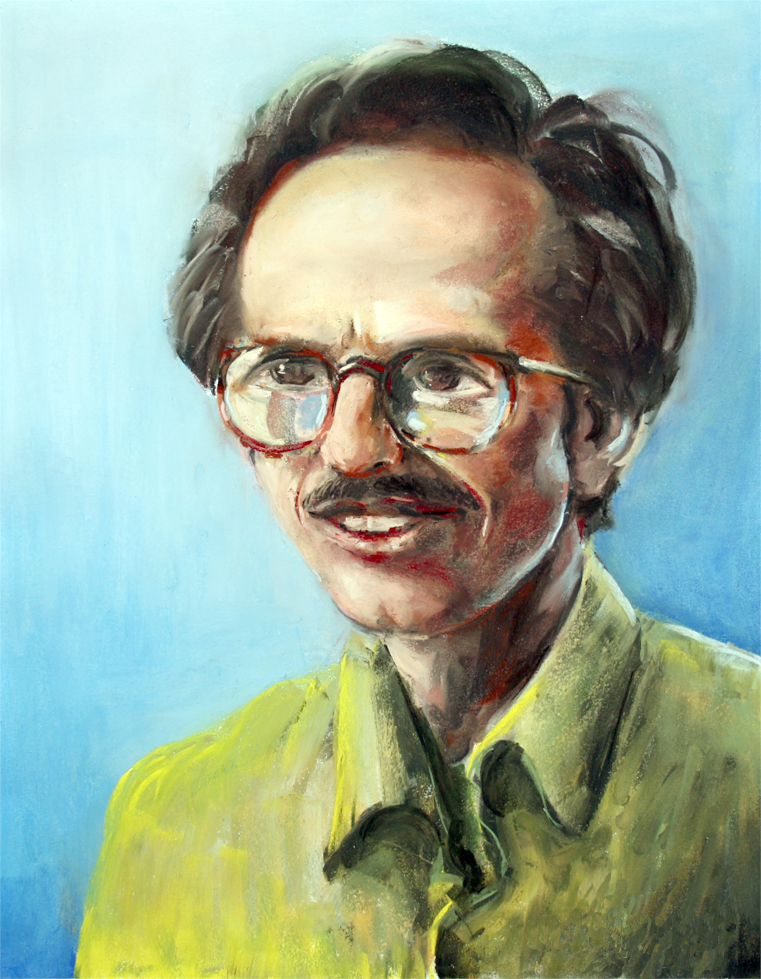
Robert Crumb, créateur de Fritz le chat en 1959.

### Fritz en bandes dessinées
Fritz est le premier personnage créé par Robert Crumb, quand il était enfant, pour une bande dessinée réalisée avec son frère Charles.
Il apparaît officiellement pour la première fois en 1959 sous le nom de Fred dans Cat Life, puis en 1960 dans une histoire intitulée Robin Hood. Initialement simple chat domestique, il devient anthropomorphe et est rebaptisé Fritz, nom dérivé d'un personnage secondaire dans Cat Life. En grandissant, Crumb insère peu à peu des éléments autobiographiques, notamment des références à ses propres mésaventures sexuelles.
La première histoire complète paraît dans le numéro 22 du magazine Help en 1965. Intitulée Fritz Comes on Strong, elle voit Fritz ramener une jeune femelle chez lui et la déshabiller pour lui enlever des puces.
Le comic est ensuite publié dans plusieurs autres magazines, Cavalier, Fug, et The People's Comics. Le premier album paraît en 1969.

### Fritz au cinéma
Fritz connaît un regain de popularité avec la sortie en 1972 du premier film tiré de la série et simplement intitulé Fritz the Cat. Réalisé par Ralph Bakshi et produit par Steve Krantz, c'est le premier film d'animation classé X.
Durant la production, Warner Bros. Pictures qui devait initialement distribuer le film, se retira du projet après avoir visionné quelques minutes de la version de travail, tout comme Crumb rejeta lui aussi l'adaptation. Finalement distribué par Cinemation Industries, le film remporte contre toute attente un grand succès critique et public, avant de devenir un phénomène générationnel.

### La mort de Fritz
L'expérience du film inspire à Crumb un nouvel épisode dans lequel il tue son personnage.
Dans Fritz the Cat “Superstar” publiée en 1972, Fritz est dépeint comme une vedette d'Hollywood arrogante et exploitée par ses producteurs et son agent (caricatures de Bakshi et de Krantz). Alors qu'il conduit sur Sunset Boulevard, Fritz est appelé par une fan lapine qui lui demande de la violer. Plus tard dans l'histoire, après avoir rencontré une ancienne amie autruche, Fritz quitte son appartement, reçoit un coup de pic à glace dans le dos et meurt.

### Le retour
La mort de Fritz n'empêche pas la sortie d'un second film : The Nine Lives of Fritz the Cat. Sortie en 1974, cette suite toujours produite par Krantz mais réalisée cette fois-ci par Robert Taylor (toujours sans l'aval de Crumb) n'eut pas le succès du premier film.

## Publications
- Fritz Comes on Strong – publié initialement dans Help! no 22, janvier 1965
- Fred, the Teen-Age Girl Pigeon – publié initialement dans Help! no 24, mai 1965
- Fritz Bugs Out – publié initialement dans Cavalier, 1968
- Fritz the Cat – publié initialement dans R. Crumb's Head Comix, 1968
- Fritz the No-Good – publié initialement dans Cavalier, septembre/octobre 1968
- Untitled – créé en 1964, publié initialement dans R. Crumb's Comics & Stories, 1969
- Fritz the Cat, Special Agent for the C.I.A. – créé en mars 1965 ; publié initialement dans R. Crumb's Fritz the Cat, 1969
- Fritz the Cat Magician – créé en 1965 ; publié initialement dans  Promethean Enterprises no 3, 1971
- Fritz the Cat “Superstar”, publié initialement dans The People's Comics, 1972.